# فرانتس اشمیت
فرانتس اشمیت (آلمانی: Franz Schmidt، ‏ ۲۲ دسامبر ۱۸۷۴ – ۱۱ فوریهٔ ۱۹۳۹) آهنگساز، مدرس موسیقی، موسیقی‌دان، و نوازنده پیانو و ویولنسل اهل اتریش-مجارستان بود.
مادرش اولین معلم موسیقی و پیانوی او بود که آثار پیانویی و اُرگی یوهان سباستیان باخ را به‌طور اصولی به او آموخت. وی بعدها به دانشگاه موسیقی و هنرهای نمایشی وین رفت و برای مدت کوتاهی از شاگردان تئودور لشه‌تیتسکی و آنتون بروکنر بود. او دوستی صمیمانه‌ای با آرنولد شونبرگ داشت و تا سال ۱۹۱۴ در «ارکستر اپرای درباری وین» تحت رهبری گوستاو مالر ویولنسل می‌نواخت. وقتی از لئوپولد گودوفسکی پرسیدند که بزرگترین نوازندهٔ پیانوی زنده در جهان کیست، پاسخ داد: «آن دیگری، فرانتس اشمیت است».
آثار پیانویی او ادامه سنت رومانتیک-کلاسیک وینی بود که از فرانتس شوبرت، یوهانس برامس و آنتون بروکنر به ارث برده بود. او همچنین ادامه‌دهندهٔ سبک غریب «کولی‌گونه» فرانتس لیست و برامس بود.
علیرغم موفقیت‌های چشمگیر او در حرفهٔ موسیقی، زندگی شخصی‌اش سرشار از سختی و تراژدی بود. همسرش «کارولین پرسین» (زادهٔ حوالی ۱۸۸۰ -درگذشته در ۱۹۴۳) از حوالی سن ۴۰ سالگی و به مدت ۲۴ سال در بیمارستان روانی نگهداری می‌شد تا آنکه ۳ سال پس از مرگِ فرانتس اشمیت طی عملیات تی۴ به قتل رسید. دخترش «اِما اشمیت» پس از به‌دنیا آوردنِ اولین نوزادش به‌طور ناگهانی درگذشت و این موضوع تأثیر تخریبی عمیقی بر جسم و روان فرانتس اشمیت گذاشت. 
فرانتس اشمیت در سن ۶۴ سالگی در پرشتولسدورف درگذشت.